# El Jardín, Guanajuato
El Jardín är en ort i Mexiko.   Den ligger i kommunen San Luis de la Paz och delstaten Guanajuato, i den centrala delen av landet, 250 km nordväst om huvudstaden Mexico City. El Jardín ligger 1 987 meter över havet och antalet invånare är 197.
Terrängen runt El Jardín är platt åt nordväst, men åt sydost är den kuperad. Runt El Jardín är det ganska tätbefolkat, med 52 invånare per kvadratkilometer. Närmaste större samhälle är San Luis de la Paz, 8,2 km nordost om El Jardín. Trakten runt El Jardín består till största delen av jordbruksmark.